# Lola B98/10
Lola B98/10  foi um protótipo de Le Mans construído pela Lola Cars International para utilização no International Sports Racing Series, American Le Mans Series e nas 24 Horas de Le Mans.  Foi o primeiro carro internacional de corrida construído pela Lola, uma vez que brevemente deixou o esporte em 1992 após o Lola T92/10. Seria sucedido em 2000 pelo B2K/10.

## Ligações Externas
- Mulsannes Corner - Technical analysis of the Lola B98/10
- World Sports Racing Prototype - Lola Sports Car chassis index
- Lola Heritage - Lola B98/10 #HU-08 for sale